# Buskerud (circonscription électorale)
La circonscription électorale de Buskerud est une circonscription électorale de la Norvège, utilisée pour les élections législatives.
Ses frontières correspondent au comté du même nom.

## Résultats

### Années 2020

#### 2025
Résultats à venir

#### 2021
| Parti                  | Parti                                      | Voix    | %     | +/-  | Sièges | +/-           | A.S.c. |
| ---------------------- | ------------------------------------------ | ------- | ----- | ---- | ------ | ------------- | ------ |
|                        | Parti travailliste (Ap)                    | 40 575  | 28,36 | 0,09 | 3      | en stagnation | -      |
|                        | Parti conservateur (H)                     | 31 544  | 22,05 | 4,83 | 2      | en stagnation | -      |
|                        | Parti du centre (Sp)                       | 23 068  | 16,12 | 5,34 | 1      | en stagnation | -      |
|                        | Parti du progrès (FrP)                     | 17 509  | 12,24 | 5,07 | 1      | 1             | -      |
|                        | Parti socialiste de gauche (SV)            | 8 062   | 5,64  | 0,63 | 0      | en stagnation | +1     |
|                        | Parti libéral (V)                          | 5 207   | 3,64  | 0,03 | 0      | en stagnation | -      |
|                        | Parti rouge (R)                            | 4 941   | 3,45  | 1,97 | 0      | en stagnation | -      |
|                        | Parti de l'environnement - Les Verts (MDG) | 4 251   | 2,97  | 0,28 | 0      | en stagnation | -      |
|                        | Parti populaire chrétien (KrF)             | 3 319   | 2,32  | 0,30 | 0      | en stagnation | -      |
|                        | Démocrates de Norvège (DiN)                | 1 976   | 1,38  | 1,25 | 0      | en stagnation | -      |
|                        | Autres                                     | 2 618   | 1,83  | -    | 0      | -             |        |
|                        |                                            |         |       |      |        |               |        |
| Votes valides          | Votes valides                              | 143 070 | 99,16 |      |        |               |        |
| Votes blancs           | Votes blancs                               | 1 028   | 0,71  |      |        |               |        |
| Votes nuls             | Votes nuls                                 | 189     | 0,13  |      |        |               |        |
| Total                  | Total                                      | 144 287 | 100   | -    | 7      | 1             | 1      |
| Abstention             | Abstention                                 | 47 350  | 24,71 |      |        |               |        |
| Inscrits/Participation | Inscrits/Participation                     | 191 637 | 75,29 |      |        |               |        |

### Années 2010

#### 2017
| Parti                  | Parti                                      | Voix    | %     | +/-  | Sièges | +/-           | A.S.c. |
| ---------------------- | ------------------------------------------ | ------- | ----- | ---- | ------ | ------------- | ------ |
|                        | Parti travailliste (Ap)                    | 43 143  | 28,27 | 3,48 | 3      | en stagnation | -      |
|                        | Parti conservateur (H)                     | 41 011  | 26,88 | 2,17 | 2      | en stagnation | -      |
|                        | Parti du progrès (FrP)                     | 26 419  | 17,31 | 1,28 | 2      | 1             | -      |
|                        | Parti du centre (Sp)                       | 16 446  | 10,78 | 4,70 | 1      | 1             | -      |
|                        | Parti socialiste de gauche (SV)            | 7 642   | 5,01  | 2,28 | 0      | en stagnation | +1     |
|                        | Parti libéral (V)                          | 5 604   | 3,67  | 0,94 | 0      | en stagnation | -      |
|                        | Parti de l'environnement - Les Verts (MDG) | 4 112   | 2,69  | 0,46 | 0      | en stagnation | -      |
|                        | Parti populaire chrétien (KrF)             | 3 995   | 2,62  | 0,63 | 0      | en stagnation | -      |
|                        | Parti rouge (R)                            | 2 260   | 1,48  | 0,88 | 0      | en stagnation | -      |
|                        | Autres                                     | 1 961   | 1,29  | -    | 0      | -             |        |
|                        |                                            |         |       |      |        |               |        |
| Votes valides          | Votes valides                              | 152 593 | 99,13 |      |        |               |        |
| Votes blancs           | Votes blancs                               | 1 045   | 0,68  |      |        |               |        |
| Votes nuls             | Votes nuls                                 | 288     | 0,19  |      |        |               |        |
| Total                  | Total                                      | 153 926 | 100   | -    | 8      | en stagnation | 1      |
| Abstention             | Abstention                                 | 44 794  | 22,54 |      |        |               |        |
| Inscrits/Participation | Inscrits/Participation                     | 198 720 | 77,46 |      |        |               |        |

#### 2013
| Parti                  | Parti                                      | Voix    | %     | +/-  | Sièges | +/-           | A.S.c. |
| ---------------------- | ------------------------------------------ | ------- | ----- | ---- | ------ | ------------- | ------ |
|                        | Parti travailliste (Ap)                    | 47 572  | 31,75 | 5,33 | 3      | 1             | -      |
|                        | Parti conservateur (H)                     | 43 515  | 29,05 | 9,66 | 3      | 1             | -      |
|                        | Parti du progrès (FrP)                     | 27 854  | 18,59 | 6,55 | 2      | en stagnation | -      |
|                        | Parti du centre (Sp)                       | 9 110   | 6,08  | 0,14 | 0      | en stagnation | +1     |
|                        | Parti libéral (V)                          | 6 913   | 4,61  | 1,57 | 0      | en stagnation | -      |
|                        | Parti populaire chrétien (KrF)             | 4 863   | 3,25  | 0,09 | 0      | en stagnation | -      |
|                        | Parti socialiste de gauche (SV)            | 4 094   | 2,73  | 1,85 | 0      | en stagnation | -      |
|                        | Parti de l'environnement - Les Verts (MDG) | 3 345   | 2,23  | 1,94 | 0      | en stagnation | -      |
|                        | Autres                                     | 2 545   | 1,70  | -    | 0      | -             |        |
|                        |                                            |         |       |      |        |               |        |
| Votes valides          | Votes valides                              | 149 811 | 99,27 |      |        |               |        |
| Votes blancs           | Votes blancs                               | 817     | 0,54  |      |        |               |        |
| Votes nuls             | Votes nuls                                 | 289     | 0,19  |      |        |               |        |
| Total                  | Total                                      | 150 917 | 100   | -    | 8      | en stagnation | 1      |
| Abstention             | Abstention                                 | 42 487  | 21,97 |      |        |               |        |
| Inscrits/Participation | Inscrits/Participation                     | 193 404 | 78,03 |      |        |               |        |

### Années 2000

#### 2009
| Parti                  | Parti                           | Voix    | %     | +/-  | Sièges | +/-           | A.S.c. |
| ---------------------- | ------------------------------- | ------- | ----- | ---- | ------ | ------------- | ------ |
|                        | Parti travailliste (Ap)         | 52 751  | 37,08 | 0,88 | 4      | en stagnation | -      |
|                        | Parti du progrès (FrP)          | 35 764  | 25,14 | 1,08 | 2      | en stagnation | -      |
|                        | Parti conservateur (H)          | 27 588  | 19,39 | 4,32 | 2      | 1             | -      |
|                        | Parti du centre (Sp)            | 8 842   | 6,22  | 0,15 | 0      | en stagnation | +1     |
|                        | Parti socialiste de gauche (SV) | 6 514   | 4,58  | 2,70 | 0      | 1             | -      |
|                        | Parti populaire chrétien (KrF)  | 4 500   | 3,16  | 1,21 | 0      | en stagnation | -      |
|                        | Parti libéral (V)               | 4 324   | 3,04  | 2,09 | 0      | en stagnation | -      |
|                        | Autres                          | 1 966   | 1,38  | -    | 0      | -             |        |
|                        |                                 |         |       |      |        |               |        |
| Votes valides          | Votes valides                   | 142 249 | 99,50 |      |        |               |        |
| Votes blancs           | Votes blancs                    | 652     | 0,46  |      |        |               |        |
| Votes nuls             | Votes nuls                      | 55      | 0,04  |      |        |               |        |
| Total                  | Total                           | 142 956 | 100   | -    | 8      | en stagnation | 1      |
| Abstention             | Abstention                      | 45 088  | 23,98 |      |        |               |        |
| Inscrits/Participation | Inscrits/Participation          | 188 044 | 76,02 |      |        |               |        |

#### 2005
| Parti                  | Parti                           | Voix    | %     | +/-  | Sièges | +/-           | A.S.c. |
| ---------------------- | ------------------------------- | ------- | ----- | ---- | ------ | ------------- | ------ |
|                        | Parti travailliste (Ap)         | 50 688  | 36,20 | 8,73 | 4      | 2             | -      |
|                        | Parti du progrès (FrP)          | 33 697  | 24,06 | 7,84 | 2      | 1             | -      |
|                        | Parti conservateur (H)          | 21 106  | 15,07 | 9,50 | 1      | 1             | -      |
|                        | Parti socialiste de gauche (SV) | 10 201  | 7,28  | 4,33 | 1      | en stagnation | -      |
|                        | Parti du centre (Sp)            | 8 926   | 6,37  | 0,77 | 0      | en stagnation | +1     |
|                        | Parti libéral (V)               | 7 185   | 5,13  | 2,48 | 0      | en stagnation | -      |
|                        | Parti populaire chrétien (KrF)  | 6 116   | 4,37  | 4,62 | 0      | 1             | -      |
|                        | Autres                          | 2 112   | 1,51  | -    | 0      | -             |        |
|                        |                                 |         |       |      |        |               |        |
| Votes valides          | Votes valides                   | 140 031 | 99,59 |      |        |               |        |
| Votes blancs           | Votes blancs                    | 501     | 0,36  |      |        |               |        |
| Votes nuls             | Votes nuls                      | 78      | 0,06  |      |        |               |        |
| Total                  | Total                           | 140 610 | 100   | -    | 8      | 1             | 1      |
| Abstention             | Abstention                      | 41 322  | 22,71 |      |        |               |        |
| Inscrits/Participation | Inscrits/Participation          | 181 932 | 77,29 |      |        |               |        |

#### 2001
| Parti                  | Parti                           | Voix    | %     | +/-   | Sièges | +/-           | A.S.c. |
| ---------------------- | ------------------------------- | ------- | ----- | ----- | ------ | ------------- | ------ |
|                        | Parti travailliste (Ap)         | 36 870  | 27,47 | 13,47 | 2      | 2             | -      |
|                        | Parti conservateur (H)          | 32 975  | 24,57 | 8,64  | 2      | 1             | -      |
|                        | Parti du progrès (FrP)          | 21 773  | 16,22 | 0,98  | 1      | en stagnation | -      |
|                        | Parti socialiste de gauche (SV) | 15 581  | 11,61 | 6,92  | 1      | 1             | -      |
|                        | Parti populaire chrétien (KrF)  | 12 072  | 8,99  | 0,52  | 1      | en stagnation | -      |
|                        | Parti du centre (Sp)            | 7 519   | 5,60  | 2,09  | 0      | en stagnation | -      |
|                        | Parti libéral (V)               | 3 551   | 2,65  | 0,09  | 0      | en stagnation | -      |
|                        | Autres                          | 3 877   | 2,89  | -     | 0      | -             |        |
|                        |                                 |         |       |       |        |               |        |
| Votes valides          | Votes valides                   | 134 218 | 99,23 |       |        |               |        |
| Votes invalides        | Votes invalides                 | 1 047   | 0,77  |       |        |               |        |
| Total                  | Total                           | 135 265 | 100   | -     | 7      | en stagnation | 0      |
| Abstention             | Abstention                      | 44 647  | 24,82 |       |        |               |        |
| Inscrits/Participation | Inscrits/Participation          | 179 912 | 75,18 |       |        |               |        |